# Stjepan
Stjepan är ett kroatisk mansnamn som liksom mansnamnet Stefan är en variant av det forngrekiska namnet Stephanos. Den kvinnliga namnvarianten är Stjepanka. 
Till skillnad från den kvinnliga namnvarianten är Stjepan ett mycket vanligt namn i Kroatien. Det hör till de tio vanligaste mansnamnen. Namnet var som populärast på 1940-1950-talet.

## Personer med namnet Stjepan
- Stjepan Deverić (1965-), före detta fotbollsspelare
- Stjepan Filipović (1916-1942), kommunist och partisan
- Stjepan Jovanović (1828-1885), fältmarskalk
- Stjepan Mesić (1934-), tidigare president i Kroatien
- Stjepan Miletić (1868-1908), författare och teaterledare
- Stjepan Radić (1871-1928), politiker